# Christophe Clersy
Christophe Clersy né le 2 mars 1976, est un homme politique belge membre d'Ecolo.

## Biographie

### Parcours scolaire et professionnel
Il dispose d'une licence en langues et lettres romanes. 
Après avoir enseigné un temps, Il travaille dans le domaine de l'économie sociale et comme coordinateur d'une plateforme de mobilité.
En 1999, il commence à être employé par Ecolo d'abord comme attaché politique, ensuite comme assistant parlementaire.

### Parcours politique
Depuis 2001, il siège pour le parti écologiste au conseil communal de Courcelles. En 2013, il devient Président de CPAS et est échevin jusqu'en 2019 .
Aux élections régionales belges de 2019, il tire la liste Ecolo dans l'arrondissement Charleroi-Thuin. Il est élu au Parlement wallon et donc siège également au Parlement de la Communauté française.

## Mandats politiques
- 08/10/2000 - 20/06/2019: Conseiller communal à Courcelles ;
- 04/01/2013 - 03/12/2018 : Président du CPAS de la commune de Courcelles ;
- 04/01/2013 - 20/06/2019 : Échevin de la commune de Courcelles[3] ;
- Depuis 11/06/2019 : Député au Parlement wallon ;
- Depuis le 18/06/2019 : Député de la Communauté française.